# 박현진 (작곡가)
박현진(Park, Hyun-Jin, 1950년 12월 1일~)은 대한민국의 대중음악 작곡가이자 트로트 히트 메이커이기도 하다. 2010년 제16회 연예예술상 작곡가상, 2011년 제1회 한국음악저작권대상 트로트 부문 작곡가상 등을 수상하였다.
《뿐이고》, 《나무꾼》, 《두 바퀴》를 부르는 신세대 트로트 가수의 선두주자 가수 박구윤(차남)과 수 많은 히트곡을 작곡한 K-pop 음악 작곡가 박정욱(장남)이 그의 아들이다.

## 생애
박현진은 1950년 12월 1일에 부산에서 태어났다. 평소에 음악에 관심이 많았으며, 1980년대부터 대한민국의 많은 트롯트 음악의 노래를 작곡해 왔다. 현철의 "봉선화 연정", "사랑에 푹 빠졌나봐", 배일호의 "신토불이", "99.9", 송대관의 "네 박자", 박진도의 "야간열차", 서상억의 "부디부디", 이창용의 "당신이 최고야", 정지원의 "그림자 사랑", 박상철의 "무조건", "자옥아" 등 많은 노래를 작곡했으며, 그의 아들이 부른 노래인 "뿐이고" 또한 그가 작곡했다. 2010년 제16회 대한민국 연예예술상 작곡가상을, 2011년 제1회 한국음악저작권대상 트로트 부문 작곡가상을 수상했다.
현재는 주로 KBS의 《전국노래자랑》에서 심사위원으로 활동하고 있다.

## 대표곡
1986년: 최진희 - 《바람에 흔들리고 비에 젖어도》(작사: 박현진/ 작곡: 박현진)
1988년: 현철 - 《봉선화 연정》(작사: 김동찬/ 작곡: 박현진)
1989년: 현철 - 《사랑에 푹 빠졌나봐》(작사: 김동찬/ 작곡: 박현진)
1991년: 김지애 - 《남남북녀》(작사: 김병걸/ 작곡: 박현진)
1993년: 배일호 - 《신토불이》(작사: 김동찬/ 작곡: 박현진)
1993년: 송대관 - 《큰소리 뻥뻥》(작사: 김병걸/ 작곡: 박현진)
1994년: 배일호 - 《99.9》(작사: 김순곤/ 작곡: 박현진)
1998년: 송대관 - 《네 박자》(작사: 김동찬/ 작곡: 박현진)
1998년: 배일호 - 《장모님》(작사: 김순곤/ 작곡: 박현진)
1999년: 태진아 - 《애인》(작사: 김동찬/ 작곡: 박현진)
1999년: 이명주 - 《보고 싶어요》(작사: 온누리/ 작곡: 박현진)
1999년: 송대관 - 《인생은 생방송》(작사: 김동찬/ 작곡: 박현진)
1999년: 서상억 - 《부디부디》(작사: 한아름/ 작곡: 박현진)
2000년: 박진도 - 《야간열차》(작사: 곽남배/ 작곡: 박현진)
2000년: 이혜리 - 《혼자사는 여자》(왜? 혼자 살아요)(작사: 이건우/ 작곡: 박현진)
2000년: 조승구 - 《외로운 여자》(작사: 조승구/ 작곡: 박현진)
2000년: 최유나 - 《밤차로 가지말아요》(작사: 조동산/ 작곡: 박현진)
2000년: 최유나 - 《와인글라스》(작사: 조동산/ 작곡: 박현진)
2001년: 오승근 - 《있을 때 잘해》(작사: 김정혜, 이건우/ 작곡: 박현진)
2001년: 박상철 - 《자옥아》(작사: 최동일, 한아름/ 작곡: 박현진)
2002년: 하춘화 - 《연하의 남자》(작사: 김홍조/ 작곡: 박현진)
2002년: 한혜진 - 《다시 한번만》(작사: 온누리/ 작곡: 박현진)
2003년: 신웅 - 《영수증을 써줄거야》(작사: 온누리, 윤혜원/ 작곡: 박현진)
2003년: 태진아 - 《이유가 뭘까》(작사: 조성현/ 작곡: 박현진)
2003년: 최유나 - 《반지》(작사: 김순곤/ 작곡: 박현진)
2004년: 이창용 - 《당신이 최고야》(작사: 온누리/ 작곡: 박현진)
2004년: 정지원 - 《그림자 사랑》(작사: 온누리/ 작곡: 박현진)
2005년: 박상철 - 《무조건》(작사: 한솔/ 작곡: 박현진)
2005년: 유정 - 《쿵쿵쿵》(작사: 온누리/ 작곡: 박현진)
2007년: 박상철 - 《황진이》(작사: 한솔/ 작곡: 박현진)
2007년: 박상철 - 《콕콕콕》(작사: 한솔/ 작곡: 박현진)
2008년: 배일호 - 《아지랭이 사랑》(작사: 온누리/ 작곡: 박현진)
2008년: 박일준 - 《트위스트 박》(작사: 정가인/ 작곡: 박현진)
2009년: 조정민 - 《점점점》(작사: 한아름, 임휘/ 작곡: 박현진)
2009년: 강진 - 《누나야》(작사: 김훈, 한아름/ 작곡: 박현진)
2010년: 한혜진 - 《사랑아 가자》(작사: 한아름/ 작곡: 박현진)
2010년: 박구윤 - 《뿐이고》(작사: 한아름, 한솔/ 작곡: 박현진)
2010년: 김혜연 - 《마지막은 나와 함께》(작사: 서판석/ 작곡: 박현진)
2011년: 김민교 - 《자꾸자꾸》(작사: 이건우/ 작곡: 박현진)
2011년: 서지오 - 《돌리도》(작사: 임휘/ 작곡: 박현진)
2011년: 박구윤 - 《두바퀴》(작사: 한솔/ 작곡: 박현진)
2014년: 박구윤 - 《나무꾼》(작사: 한솔, 임휘/ 작곡: 박현진)
2014년: 하춘화 - 《나이야 가라》(작사: 임휘/ 작곡: 박현진)
2015년: 허민영 - 《버티고》(작사: 온누리/ 작곡: 박현진)
2017년: 설하윤 - 《콕콕콕》(작사: 온누리/ 작곡: 박현진)
2020년: 임영웅 - 《두 주먹》(작사: 윤태지/
작곡: 박현진
2020년: 송가인 - 《거문고야》(작사: 윤태지/ 작곡: 박현진)
2023년: 박구윤 - 《재충전》(작사: 박사랑/ 작곡: 박현진)

## 수상
- 2010년 제16회 대한민국 연예예술상 작곡가상
- 2011년 제1회 한국음악저작권대상 트로트 부문 작곡가상